# Juan Sebastián Verón
Juan Sebastián Verón (ur. 9 marca 1975 w La Placie) – argentyński piłkarz. Podczas kariery zawodniczej występował na pozycji pomocnika.
Jego ojcem jest Juan Ramón – również zawodowy piłkarz.

## Kariera klubowa
Juan Sebastian Verón karierę rozpoczął w 1993 roku w tym samym klubie w którym grał niegdyś jego ojciec. – Estudiantes de La Plata. Jego dobra gra, połączona z finansowymi problemami klubu przyczyniła się do transferu do krajowego giganta Boca Juniors. W stołecznej drużynie nie zagrzał długo miejsca, po rozegraniu zaledwie 17 spotkań, przeniósł się na Półwysep Apeniński do Sampdorii, gdzie po raz pierwszy spotkał się z trenerem Svenem-Göranem Erikssonem. W klubie z Genui spędził całe dwa lata, a po udanym dla siebie mundialu we Francji został sprzedany do Parmy za 15 milionów funtów. Z Gialloblu zdobył Puchar Włoch i Puchar UEFA, mimo że spędził tam tylko sezon. W 1999 został sprowadzony do S.S. Lazio, za kwotę 17,50 mln euro, tam spotkał się ze znanym mu już trenerem Eriksson. W swoim pierwszym sezonie w Biancocelesti zdobył z klubem Superpuchar Europy oraz wywalczone w ostatniej kolejce Scudetto.
W 2001 roku opuścił Włochy i przeniósł się do Manchesteru United za 28 milionów funtów, zostając najdrożej zakupionym piłkarzem przez brytyjski klub. Jego gra, pomimo obiecujących początków (nagroda dla najlepszego piłkarza Premier League we wrześniu) i ogromnego zaufania ze strony sir Alexa Fergusona, nie zbliżyła się do poziomu jaki prezentował wcześniej we Włoszech. W 2003 roku opuścił Old Trafford i został zawodnikiem rosnącej w siłę Chelsea F.C., lecz i tam jego gra potwierdzała, że angielski styl gry zdecydowanie mu nie leży. Po roku powrócił do Serie A. Został wypożyczony, a następnie sprzedany do Interu Mediolan, z którym zdobył Puchar Włoch.
W 2006 roku wrócił do Argentyny, do swojego rodzimego klubu – Estudiantes de La Plata. Powrót do Argentyny był renesansem formy Verona. Estudiantes zdobyło pierwszą tytuł od 23 lat, Aperaturę, pokonując w dwumeczu Boca Juniors. W 2009 osiągnął z klubem swój największy sukces, sensacyjnie wygrywając rozgrywki Copa Libertadores, pokonując w finałowym dwumeczu Cruzeiro EC (2-1). W 2012 roku postanowił zakończyć karierę. Po roku powrócił do gry w piłkę. Ostateczną decyzję o końcu kariery podjął w 2014 roku.

## Kariera reprezentacyjna
Jego debiut w reprezentacji Argentyny przypadł na mecz z Polską U23. Spotkanie zostało rozegrane w San Miguel de Tucuman i zakończyło się wygraną gospodarzy (2-0).
W 1998 roku został powołany przez Daniela Passarellę na Mistrzostwach Świata we Francji. Albicelestes przegrali w ćwierćfinale z Holendrami (2-1). W spotkaniu tym Verón zaliczył asystę przy golu Claudio Lopeza, popisując się efektownym prostopadłym podaniem między linią obrony. Cztery lata później wystąpił na Mundialu w Korei i Japonii jako kapitan reprezentacji, lecz turniej zakończył się klęską Argentyńczyków, którzy nie wyszli nawet z grupy. Krytyka kibiców skupiła się na osobie Verona, według których, słaba gra piłkarza była powodem porażki z Anglikami.
Verón został wykreślony ze składu kadry na Mistrzostwa Świata 2006, ale kilka miesięcy później, nowy trener reprezentacji – Alfio Basile, przywrócił go do kadry. Wtedy też zdobył z drużyną narodową swój pierwszy medal zajmując drugie miejsce na Copa America 2007. Przejęcie funkcji trenera reprezentacji przez Diego Armando Maradonę nie zmieniło pozycji Verona, który umieścił go w kadrze Albicelestes na Mistrzostwa Świata 2010. Na turnieju rozegrał trzy spotkania, a Argentyńczycy odpadli po ćwierćfinałowej porażce z Niemcami (0-4).
26 sierpnia 2010 Juan Sebastian Verón oficjalnie zakończył swoją karierę reprezentacyjną.

## Sukcesy
Estudiantes
- Primera B Nacional: 1994–95
- Primera División: 2006 Apertura, 2010 Apertura
- Copa Libertadores: 2009

Parma
- Puchar Włoch: 1998–99
- Puchar UEFA: 1998–99

SS Lazio
- Serie A: 1999–2000
- Puchar Włoch: 1999–2000
- Superpuchar Włoch: 2000
- Superpuchar UEFA: 1999

Manchester United
- Premier League: 2002–03

Inter Mediolan
- Serie A: 2005–06
- Puchar Włoch: 2004–05, 2005–06
- Superpuchar Włoch: 2005

Indywidualne
- FIFA 100
- Piłkarz roku Argentyny: 2006, 2009[2]
- Drużyna roku Południowej Ameryki: 2006, 2008, 2009, 2010
- Najlepszy piłkarz Południowej Ameryki: 2008, 2009